# Dvouletý hospodářský plán
Dvouletý hospodářský plán (neboli dvouletka) byl v letech 1947–1948 hospodářský plán na obnovu a rekonstrukci Československa po druhé světové válce.
Plán byl na návrh KSČ přijat vládou 25. října 1946. Jeho cílem byla obnova válkou zničeného hospodářství a zvýšení průmyslové výroby o 10 % v porovnání s předválečným stavem. Důraz se kladl především na rozvoj průmyslu v ekonomicky slabších oblastech republiky (např. na Slovensku), dosídlení pohraničí po odsunu Němců a vytvoření předpokladů pro odstranění přídělového systému.
Dvouletka ještě nezahrnovala veškerá hospodářská a výrobní odvětví a respektovala rovnoprávnost soukromého a státního (znárodněného) sektoru. Byla však prvním direktivním plánovitým zásahem tohoto typu do ekonomiky státu.
Dne 1. ledna 1947 vydala Československá pošta u příležitosti zahájení plánu sérii tří poštovních známek Dvouletý hospodářský plán (1,20 Kčs – zelená, 2,40 Kčs – karmínová a 4 Kčs – modrá).

## Zhodnocení dvouletky
V oblasti průmyslu byl plán splněn, již v prvních 18 měsících bylo splněno na 101 %. V oblasti těžby byla na prvních 18 měsíců plánované těžba 25,3 mil tun kamenného a 33,6 mil tun hnědého uhlí. Tento plán se podařilo splnit na 100,1 % (25,2 mil tun kamenného a 34,2 mil tun hnědého uhlí). V oblasti hutnictví se dokonce podařilo překročit plán, neb se podařilo vyrobit 2,2 mil tun surového železa (oproti plánu 2 mil tun) a 3,6 mil tun surové oceli (naplánováno bylo jen 3,4 mil tun – tedy splnění na 107 %). Co se týče dopravy, zde byl také plán splněn na výbornou.
Ne však každé odvětví bylo splněno stejně dobře, jako průmysl či doprava. O poznání hůř na tom bylo plánované zvýšení životní úrovně lidu, zemědělství a na něj navazující průmysl výživy. Co se týče zemědělství, tak bylo naplánována sklizeň 147 000 vagónů pšenice, avšak podařilo se sklidit jen 85 360 vagónů (splnění plánu pouze na 58 %). Dvouletka také plánovala sklidit 914 000 vagónů brambor, ale podařilo se sklidit jen 467 776 vagónů čili plán se podařilo splnit jen na 51 %. U živočišné výroby na tom nebylo plnění plánu o moc lépe. Na prvních pět měsíců bylo v plánu získat 80 000 tun hovězího, avšak vyrobilo se pouze 46 327, zde můžeme tedy hovořit o nějakých 58 %. Vepřového masa se vyrobilo jen 54 % a mléka pouze 62 %. Plánovací komise tento neúspěch přisuzovala nejen snížením počtu dojnic, ale také snížením produkce mléka na 1 dojnici. Na zemědělství se velice těsně váže průmysl výživy, a právě kvůli nesplnění plánu v oblasti zemědělství, mohl být tento plán splněn pouze na 77 % (1947) a na 82,2 % (první pololetí 1948). Celkové škody nesplněním plánu vyčíslila komise na cca 15 mld. Kčs. Ve stavebnictví se také nepodařilo splnit plán na 100 %. Investice byly jen 70 % oproti plánu, a postavilo se jen 47 % bytů. Nesplnění plánu v zemědělství a ve stavebnictví nemělo ovšem nepříznivé následky jen přímé, tj. na výživu a bytovou péči, nýbrž také nepřímé na životní úroveň lidu v jiných úsecích, právě proto, že plán se musí brát jako celek. Komunistická vláda musela tak sáhnout k – na tamní poměry – k nebývalému dovozu potravin, za roky 1947/48 se dovezlo potravin o skoro 7,5 miliardy Kčs více než v minulých letech. Zde dovážel hlavně Sovětský svaz (potraviny za skoro 6,5 mld. Kčs), který poskytl i finanční půjčku Československu ve výši 1,2 miliardy Kčs, na částečné krytí nákladů na již zmíněný dovoz potravin.